# Upplands runinskrifter 851
Upplands runinskrifter 851 är en runsten som tidigare satt inmurad i Balingsta kyrkas vapenhus. Den hittades 1862 tillsammans med två andra runstensfragment. År 1867 fördes runstenen till Viks slott, och restes på en kulle 30 meter norr om Viks slottsport.
Stenen är ristad på båda sidorna, där den ena sidan (A) har runinskrift och den andra (B) endast ornament.

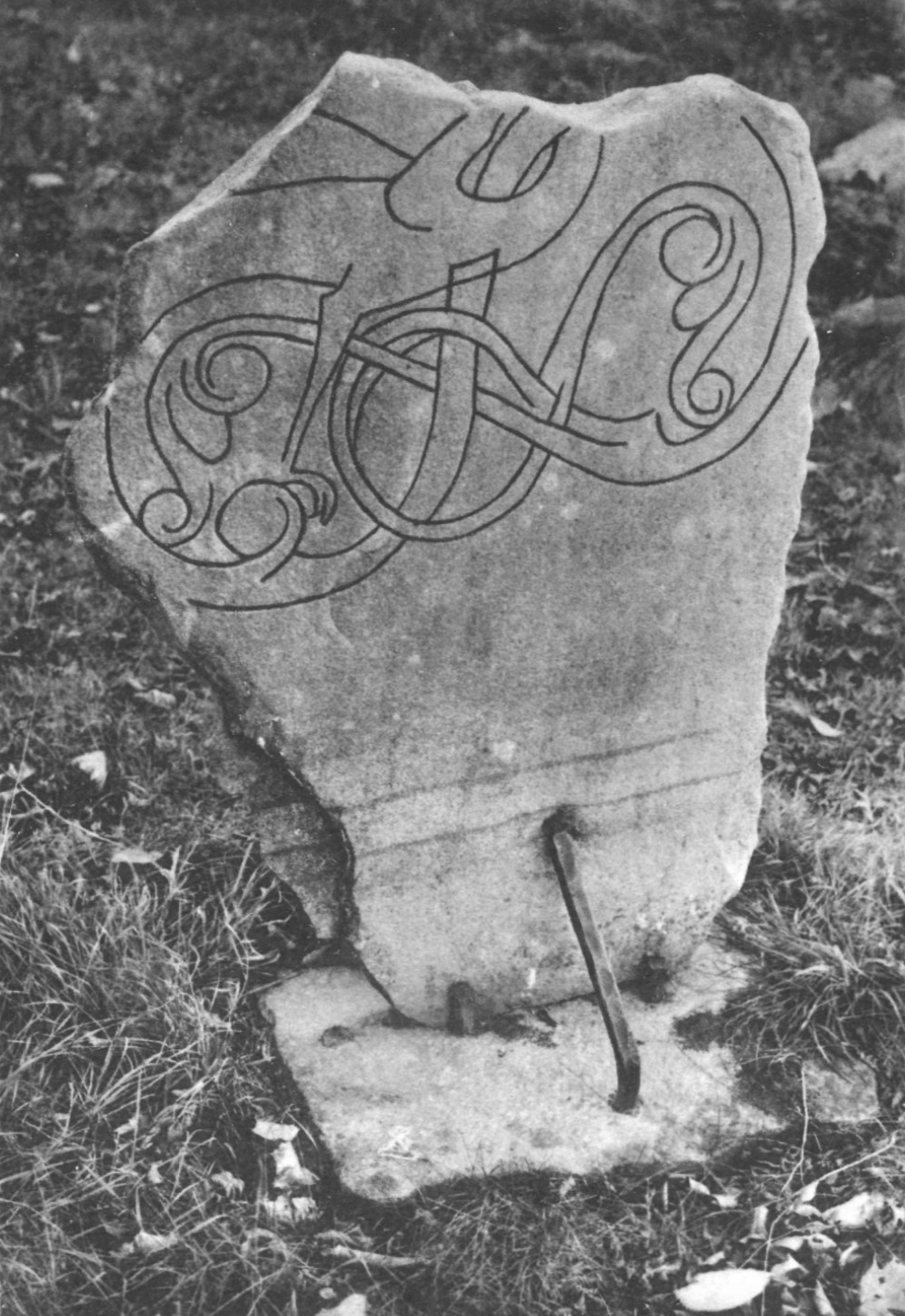
Runstensfragment, Upplands runinskrifter 851, sida (B)

## Inskriften
Translitterering av runraden:
uani · auk · siriþ ... ...a · yftʀ · ernfriþi · auk · fryg...
Normalisering till runsvenska:
Vani(?) ok Sigrið ... [þenn]a æftiʀ Ærnfriði ok Frøy...
Översättning till nusvenska:
Vane (?) och Sigrid ... denna efter Ärnfrid och Frö- ...

## Stenen och dess historia
Stenen är slät och till färgen mörkröd. Den är av röd sandsten och är 1 meter hög samt 0,75 meter bred.
I Geologiska kartbladet Sigtuna (1865) omtalas att i Balingsta kyrkas vapenhus finns det tre runstensstycken, inmurade i fördjupningar på östra och västra väggarna. Ett par år senare (1867) togs stenarna ut ur vapenhusväggen. Det största stycket fördes till Vik och restes på sin nuvarande plats. Vid samma tillfälle togs även de andra två runstensfragmenten ut ur vapenhusväggen, däribland en sten med två fyrfotadjur med människohuvuden. Denna fördes också till Vik och finns inmurad i förstugan till Vik slott. Stenen med de två fyrfotadjuren har inte varit en del av samma runsten som U 851. Övriga runstensfragment som hittades samtidigt är idag försvunna.

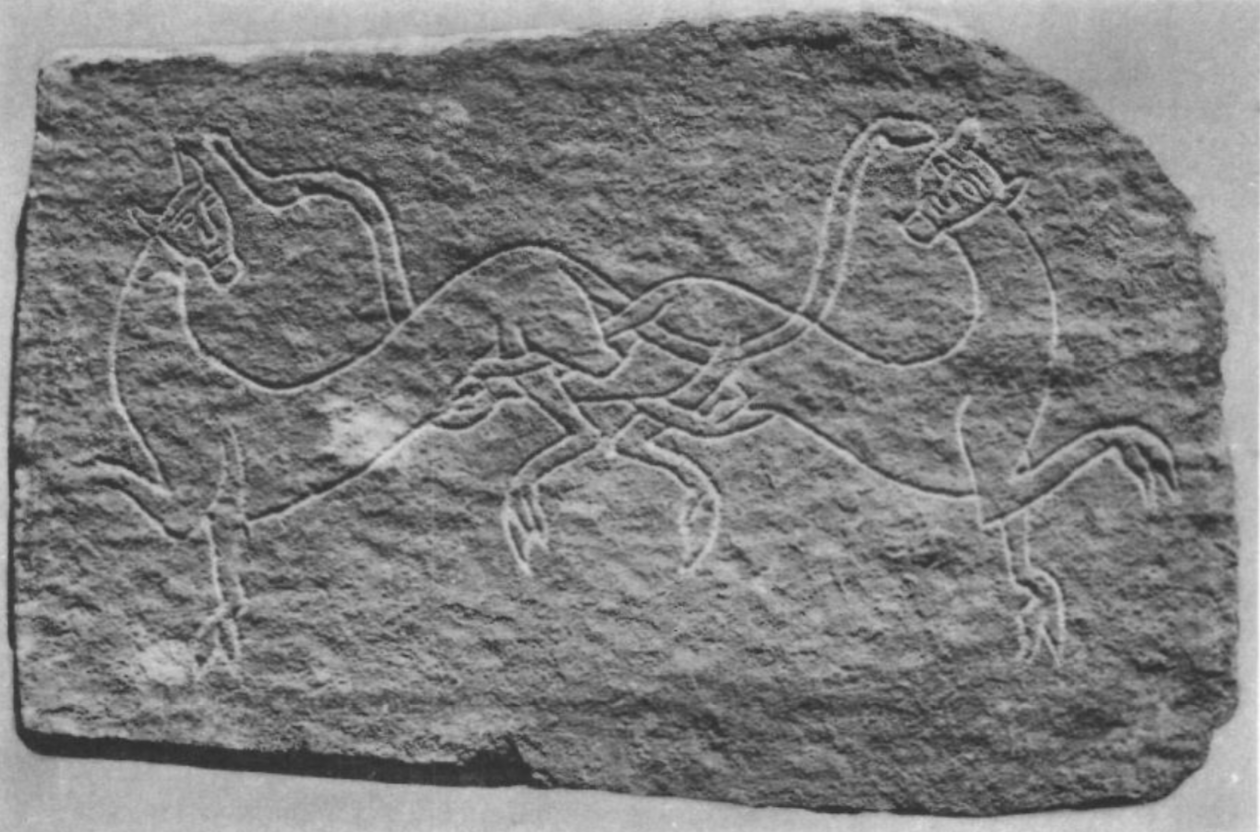
Runstensfragment med två fyrfotadjur, från Balingsta kyrkas vapenhus

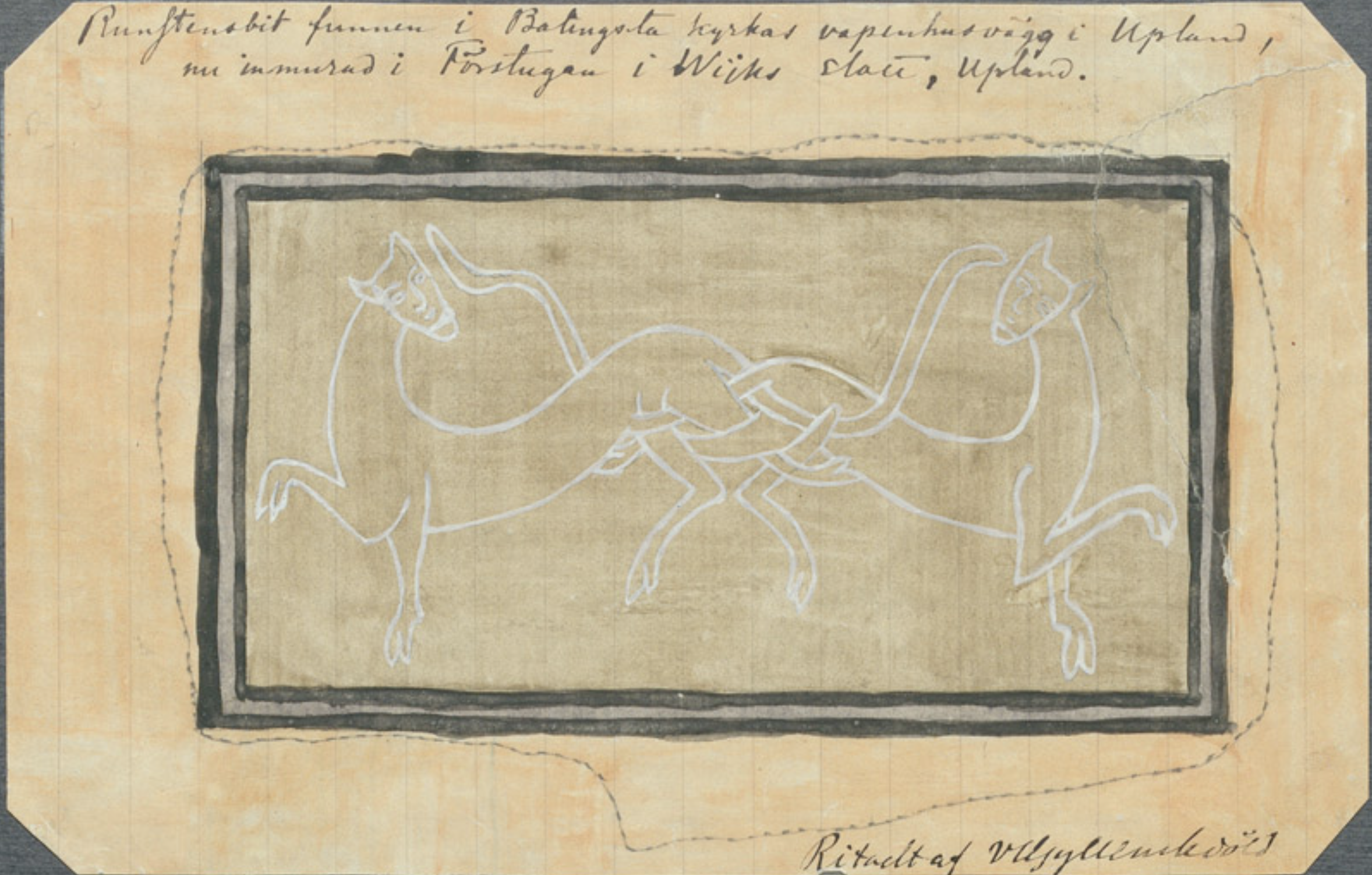
Teckning från 1800-talets slut av runstensfragmentet med två fyrfotadjur från Balingsta kyrka